# Santo Amaro (Bahia)
Santo Amaro – miasto i gmina w Brazylii, w stanie Bahia. Znajduje się w mezoregionie Metropolitana de Salvador i mikroregionie Santo Antônio de Jesus. 
Pochodzą z niego znani wykonawcy popularnej muzyki brazylijskiej, Caetano Veloso i jego siostra, Maria Bethânia.